# 吉田英三
吉田 英三（よしだ ひでみ/えいぞう、1902年（明治35年）3月5日 - 1978年（昭和53年）4月24日）は、日本の海軍軍人、海上自衛官。初代自衛艦隊司令。最終階級は海軍大佐、海将。

## 経歴
農業を営む吉田蔵之介の三男として生まれる。旧制福島県立磐城中学校（現・福島県立磐城高等学校）を経て、海軍兵学校第50期入校。1922年（大正11年）6月、海軍兵学校卒業。海軍大学校（甲種32期）卒業。海軍での最終階級は海軍大佐（軍務局第三課長）。
終戦に伴い旧海軍省は解体されたが、復員に必要な人事情報に精通していたため、第二復員局に引き続き勤務。この頃から、職務上接していた情報と人脈を用い、勤務時間外に「新海軍」再建計画を画策する。のち「一般該当者」として公職追放となる。
日本政府にこの「新海軍」の素案を提示するが相手にされず、朝鮮戦争直後、代わって今度は野村吉三郎と共にアメリカ政府に同案を働きかけ好感触を得る。
その後、海上自衛隊創設の主要メンバー（通称「Y委員会」）となる。海上保安庁海上警備隊横須賀地方監部長（現・横須賀地方総監）を経て、第1船隊群司令、自衛艦隊司令を歴任した。
内閣憲法調査会の「憲法運用の実際についての第三委員会」の参考人に選任された際には、前自衛艦隊司令の経験から、「実際の経験から、自衛隊を精強な部隊たらしめるためには、名分だけは何とか国家の象徴たる天皇を最高指揮官たらしめることが最善である」という意見を述べている。

## 年譜
- 1919年（大正08年）8月：海軍兵学校入校
- 1922年（大正11年）6月：海軍兵学校卒業（第50期）
- 1923年（大正12年）9月：海軍少尉任官
- 1925年（大正14年）12月：海軍中尉
- 1927年（昭和02年）12月：海軍大尉
- 1928年（昭和03年）12月：海軍水雷学校高等科卒業
- 1929年（昭和04年）4月：ドイツ駐在（- 1931年4月）
- 1931年（昭和06年）
  - 5月：駆逐艦「峯風」水雷長
  - 11月：駆逐艦「朝霧」水雷長
- 1933年（昭和08年）11月：海軍少佐
- 1934年（昭和09年）
  - 7月：海軍大学校（甲種32期）卒業
  - 11月：軽巡洋艦「神通」水雷長
- 1935年（昭和10年）10月：「睦月」駆逐艦長
- 1936年（昭和11年）11月：第一水雷戦隊参謀
- 1937年（昭和12年）12月：軍令部第3部第7課部員
- 1938年（昭和13年）11月15日：海軍中佐[4]
- 1939年（昭和14年）11月15日：第二水雷戦隊参謀[5]
- 1941年（昭和16年）
  - 8月15日：軍令部出仕兼海軍省出仕[6]
  - 10月10日：海軍省軍務局局員兼海軍技術会議議員[7]
- 1943年（昭和18年）
  - 5月1日：海軍大佐[8]、海軍艦政本部出仕兼海軍省軍務局局員海軍技術会議議員[9]
  - 7月10日：海軍省軍務局局員兼海軍技術会議議員[10]
- 1944年（昭和19年）
  - 4月1日：兼補軍令部部員大本営海軍参謀[11]
  - 8月1日：免兼軍令部部員[12]
- 1945年（昭和20年）2月25日：軍務局第1課付
  - 4月15日：特兵部部員兼海軍省軍務局局員[13]
  - 6月25日：軍令部出仕兼海軍省出仕[14]
  - 7月10日：海軍省軍務局第三課長兼軍令部部員海軍技術会議議員大本営海軍参謀海軍戦備部部員[15]
  - 11月30日：予備役に編入[16]
  - 12月1日：第二復員省総務局局員[17]
- 1947年（昭和22年）5月27日：復員庁第二復員局資料整理部長[18]
- 1948年（昭和23年）1月1日：復員局第二復員局残務処理部資料課長
- 1952年（昭和27年）
  - 5月15日：海上警備官に任命、海上警備監補に叙される。横須賀地方監部長に就任[19]
  - 8月1日：保安庁警備隊発足に伴い階級呼称を警備監補に改称。横須賀地方監部長改め初代 横須賀地方総監
- 1953年（昭和28年）4月1日：第一船隊群（現・第1護衛隊群）司令兼ねて第三船隊群司令
- 1954年（昭和29年）
  - 7月1日：海将に任命、初代自衛艦隊司令兼ねて第1護衛隊群司令
  - 9月20日：第3代 横須賀地方総監（再任）
- 1958年（昭和33年）
  - 6月1日：練習隊群司令
  - 12月19日：退官
- 1972年（昭和47年）4月29日：勲二等瑞宝章受章[20]
- 1978年（昭和53年）4月24日：東京都内の自宅にて慢性気管支炎による心臓衰弱のため逝去（享年76）[21]、叙・正四位[22]。

## 栄典
- 勲二等瑞宝章 - 1972年（昭和47年）4月29日